# Маунт-Хоп (Западная Виргиния)
Маунт-Хоп (англ. Mount Hope) — город в округе Фейетт, штат Западная Виргиния (США). По данным переписи за 2010 год число жителей города составляло 1414 человек, по оценке Бюро переписи США в 2015 году в городе проживало 1377 человек.

## Географическое положение
Маунт-Хоп находится на плато в центре штата Западная Виргиния. По данным Бюро переписи населения США город имеет общую площадь в 3,44 км².

### Транспорт
Через город проходят:
- US 19 (англ. US Highway 19) подходит к Маунт-Хопу с севера (со стороны Фейетвилла).
- Дорога 16 штата Западная Виргиния[англ.] идёт от Маунт-Хопа в сторону Фейетвилла.
- Дорога 61 штата Западная Виргиния[англ.] идёт от Маунт-Хопа в сторону Чарлстона.

## История
Маунт-Хоп был инкорпорирован в 1895 или 1897 году. Название города произошло от имени школы Маунт-Хоп. Исторический район Маунт-Хопа является объектом Национального реестра исторических мест США.

## Население

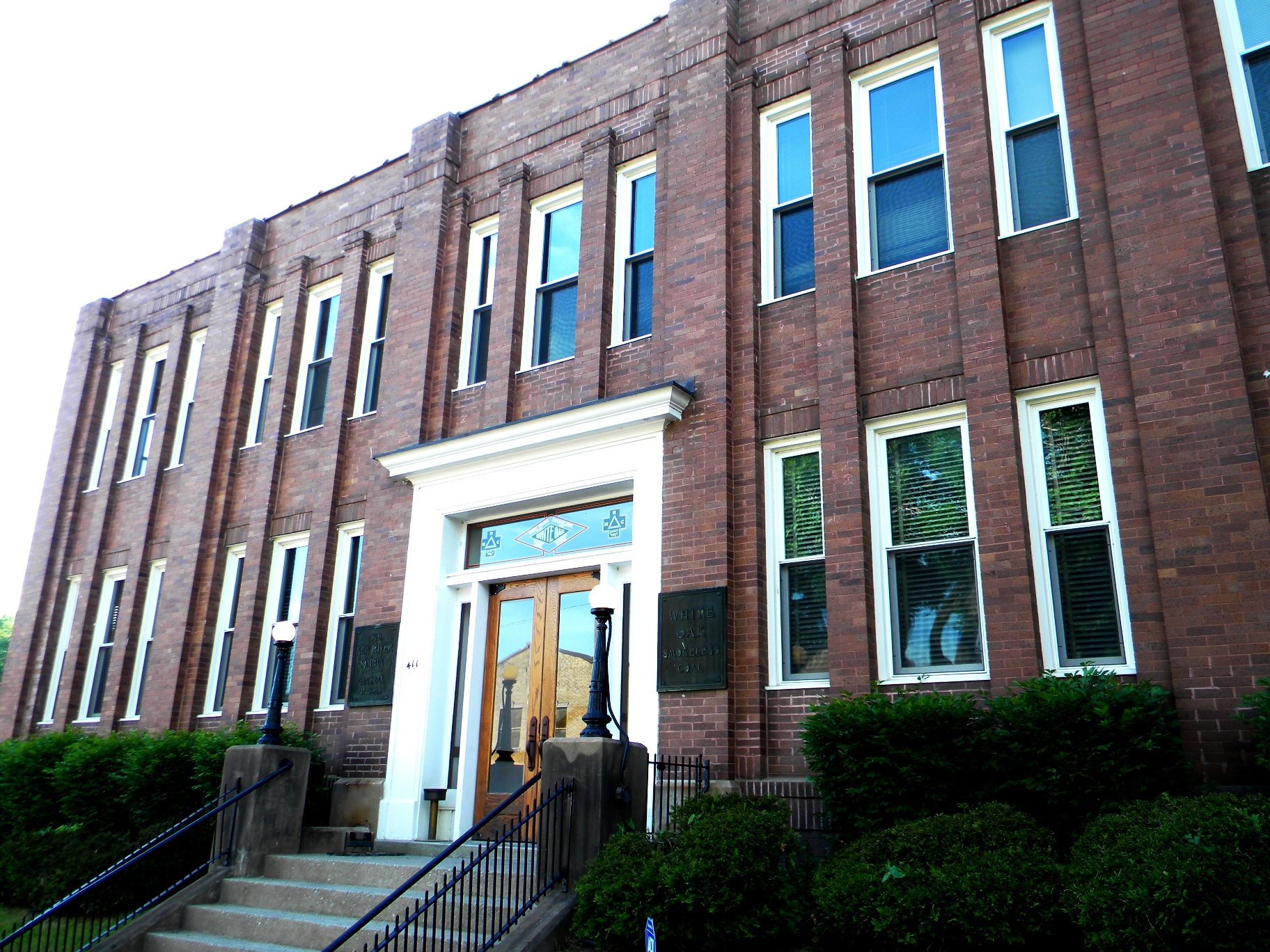
Главный офис компании Нью-Ривер (входит в реестр исторических мест США)

По данным переписи 2010 года население Маунт-Хопа составляло 1414 человек (из них 47,6 % мужчин и 52,4 % женщин), в городе было 626 домашних хозяйств и 362 семей. На территории города была расположена 737 постройка со средней плотностью 214,2 построек на один квадратный километр суши. Расовый состав: белые — 77,0 %, афроамериканцы — 18,0 %, коренные американцы (индейцы) — 0,5 %.
Население города по возрастному диапазону по данным переписи 2010 года распределилось следующим образом: 24,8 % — жители младше 18 лет, 4,1 % — между 18 и 21 годами, 56,5 % — от 21 до 65 лет и 14,6 % — в возрасте 65 лет и старше. Средний возраст населения — 37,5 лет. На каждые 100 женщин в Маунт-Хопе приходилось 90,8 мужчин, при этом на 100 совершеннолетних женщин приходилось уже 89,7 мужчин сопоставимого возраста.
Из 626 домашних хозяйств 57,8 % представляли собой семьи: 34,7 % совместно проживающих супружеских пар (13,1 % с детьми младше 18 лет); 16,8 % — женщины, проживающие без мужей и 6,4 % — мужчины, проживающие без жён. 42,2 % не имели семьи. В среднем домашнее хозяйство ведут 2,26 человека, а средний размер семьи — 2,95 человека. В одиночестве проживали 37,1 % населения, 12,0 % составляли одинокие пожилые люди (старше 65 лет).

## Экономика
В 2014 году из 1040 человек старше 16 лет имели работу 520. При этом мужчины имели медианный доход в 34 000 долларов США в год против 21 379 долларов среднегодового дохода у женщин. В 2014 году медианный доход на семью оценивался в 30 833 $, на домашнее хозяйство — в 21 725 $. Доход на душу населения — 14 632 $ в год.